# Парадокс Ейнштейна — Подольського — Розена
Парадо́кс Ейнште́йна — Подо́льського — Ро́зена (скор. ЕПР-парадокс) — уявний експеримент, який мав на меті довести неповноту квантово-механічного опису об'єктів за допомогою хвильових функцій за рахунок доведення існування можливості вимірювання параметрів об'єкта непрямим способом, тобто не справляючи на нього безпосереднього впливу.
Свою назву парадокс отримав після виходу 1935 року статті Альберта Ейнштейна, Бориса Подольського та Натана Розена «Чи можливо вважати, що квантово-механічний опис фізичної реальності є повним?». Автори статті дійшли висновку, що квантова механіка не може бути цілісною фізичною теорією.

## Квантово-механічний опис об'єктів
Основою математичного апарату квантової механіки є твердження, що стан системи може бути описано заздалегідь відомою функцією, яка має назву хвильової функції. Квадрат модуля цієї функції визначає розподіл імовірностей отримання різних значень аргументів у процесі вимірювання. Процес вимірювання в квантовій механіці, на відміну від класичної, має суттєву особливість — він впливає на сам об'єкт, та цей вплив принципово не може бути нескінченно малим. Така властивість вимірювання логічно пов'язана з тим, що динамічні характеристики об'єкта стають визначеними лише в результаті самого процесу вимірювання. Вимірювання змінює хвильову функцію об'єкта, вона стає відмінною від нуля лише для одного з усіх можливих значень.
Знання хвильової функції дозволяє визначити імовірності результатів вимірювання будь-якої фізичної величини. Але в квантовій механіці не всі сукупності величин можуть бути виміряні одночасно. Так, наприклад, згідно з принципом невизначеності координата та імпульс об'єкта не можуть одночасно мати визначені значення. Що точніше вимірюється координата, то невизначенішим стає значення імпульсу та навпаки. Таким чином, стан об'єкта у квантовій механіці описується меншою кількістю величин, ніж у класичній, тобто є менш докладним та більш ймовірнісним.
Саме така недетермінованість квантової механіки була джерелом суперечок та причиною її несприйняття. Найвизначнішим опонентом нової теорії був Альберт Ейнштейн, на думку якого квантова механіка не є цілісною теорією, що описує фізичну реальність, та мають існувати деякі «приховані» параметри, відповідальні за її ймовірнісний характер. Так, на підставі уявного експерименту, Ейнштен, Подольский та Розен дійшли висновку про неповноту квантової теорії.

## Суть парадоксу
У парадоксі Ейнштена — Подольского — Розена розглядається зв'язана система двох частинок та доводиться, що виконання вимірювання над однією з просторово рознесених частинок призводить до миттєвого впливу на стан іншої.
В оригінальній роботі Ейнштена, Подольского та Розена розглядаються просторово рознесенні системи I та II, які до початку спостереження були у взаємодії протягом певного часу. Знаючи стани обох систем до початку взаємодії, за допомогою рівняння Шредінгера можна визначити стан (тобто знайти хвильову функцію) об'єднаної системи I+II у будь-який наступний момент часу. Стани ж окремих систем I та II може бути визначено вимірюванням над однією з систем шляхом, так званого, процесу редукції хвильової функції.
Нехай над системою I здійснюється вимірювання фізичної величини A, наприклад, координати. Тоді хвильову функцію об'єднаної системи {\displaystyle \Psi (x_{I},x_{II})} можна розкласти за власними функціями цієї величини {\displaystyle u_{n}(x_{I})}:
{\displaystyle \Psi (x_{I},x_{II})=\sum _{n=1}^{\infty }\psi _{n}(x_{I})u_{n}(x_{II}),}
де {\displaystyle x_{I},\ x_{II}} позначають сукупність параметрів, які слугують для опису відповідно систем I та II.
Якщо, вимірюванням величини A, отримано одне з її значень {\displaystyle a_{k}}, то система I залишається в стані, яке описується відповідною цьому значенню хвильовою функцією {\displaystyle u_{k}(x_{I})}. Відбувається процес редукції хвильової функції системи з нескінченного ряду до одного члену {\displaystyle \psi _{k}(x_{I})u_{k}(x_{II})}. Внаслідок цього ж процесу, також відбувається редукція хвильової функції системи II до одного члену {\displaystyle \psi _{k}(x_{II})}. Таким чином, якщо тепер здійснити вимірювання над системою II, з імовірністю 1 (тобто достовірно), буде отримано значення, що відповідає функції {\displaystyle \psi _{k}(x_{II})}.
Послідовність функції {\displaystyle u_{n}(x_{I})} визначається вибором для вимірювання фізичної величини A. Якщо здійснювати вимірювання іншої величини B, то хвильова функція об'єднаної системи буде розкладатися у ряд за власними функціями {\displaystyle v_{n}(x_{I})} величини B:
{\displaystyle \Psi (x_{I},x_{II})=\sum _{n=1}^{\infty }\phi _{n}(x_{I})v_{n}(x_{II}).}
У процесі вимірювання над системою I буде отримано значення {\displaystyle b_{r}} величини B, та, після редукції, стани систем будуть описуватись хвильовими функціями {\displaystyle v_{r}(x_{I})} та {\displaystyle \phi _{r}(x_{II})}.
Отже, вимірювання призводять до таких суперечностей, в яких саме і полягає парадокс:
1. В результаті двох різних вимірювань, які було здійснено над першою системою, друга система може опинитись у двох різних станах, які описуються різними хвильовими функціями.
2. Під час вимірювання системи вже не взаємодіють, а тому, в результаті будь-яких вимірювань над першою системою, у другій системі не має відбуватись ніяких змін внаслідок цих вимірювань. Але процес редукції хвильової функції першої системи призводить до миттєвої редукції хвильової функції другої системи без безпосередньої дії на неї, і, відповідно, до зміни стану системи, що суперечить принципу локальності.

Виявлені суперечності, на думку авторів, свідчать, що хвильова функція не може повністю характеризувати стан квантово-механічного об'єкта, та, відповідно, що квантова механіка не може бути цілісною фізичною теорією.

## Розв'язання парадоксу
Наразі домінує думка про цілісність квантової механіки як фізичної теорії, а причиною парадоксу є неправомірність прямого використання класичних уявлень для опису квантових об'єктів.
Автори парадоксу вживають поняття «стан об'єкта» в класичному значенні, тобто як чогось повністю об'єктивного та незалежного від будь-яких даних про нього. Але в квантовій механіці під поняттям стану слід розуміти «знання про стан», яке отримують у результаті здійснення вимірювань над об'єктом. Саме на такій зміні в тлумаченні фізичної реальності наполягав Нільс Бор у його відповіді на статтю Ейнштена, Подольского та Розена. У класичній механіці вимірюванням над системою можна визначити повний набір всіх механічних величин, що її характеризують. Тому можна вести мову про стан об'єкта не зазначаючи, шляхом якого саме вимірювання було отримано відповідні значення. Інакше відбувається процес вимірювання в квантовій механіці. Згідно з співвідношеннями Гайзенберга можна зробити висновок, що деякі вимірювання можуть «заважати» одне одному, наприклад, вимірювання координати та швидкості. Відповідно, для побудови опису стану об'єкта, необхідно буде здійснити кілька вимірювань, кожному результату яких зіставляється відповідна хвильова функція.
Тлумачення порушення принципу локальності залежить від інтерпретації квантової механіки, яка застосовується для аналізу. Так, у Копенгагенській інтерпретації процес редукції хвильової функції розглядається як математичний опис, а не як фізична реальність. Редукція не є передачею інформації, бо під час редукції не відбувається пересилання фізичних об'єктів зі швидкостями більшими за швидкість світла.

## Наймасштабніший експеримент парадоксу
В 2023 році, фізики з Базельського університету провели наймасштабніший експеримент усіх часів з парадоксом Ейнштейна-Подольського-Розена. У цьому експерименті було здійснено неймовірно точні вимірювання, що спрямовані на виявлення взаємозв’язку між парою зв’язаних частинок, відомих як експеримент Бохма-Ардена. Вчені намагалися розкрити нові деталі про квантову фізику та підтвердити або спростувати основні принципи парадоксу Ейнштейна-Подольського-Розена. В ході експерименту дослідниками було створено два конденсати Бозе-Ейнштейна, використовуючи для цього дві хмари, кожна з яких складалася з 700 атомів рубідію-87. Конденсати були розділені просторово на 100 мікрометрів і здійснено вимірювання квантових властивостей конденсатів, відомих як псевдоспіни, незалежно вибираючи, яке значення вимірювалося для кожної хмари. Вчені виявили, що властивості двох конденсатів, здавалося, корелюють у спосіб, який не можна віднести до випадкового випадку, демонструючи стійкість парадоксу ЕПР-парадоксу у набагато більшому масштабі, ніж попередні тести Белла. Результати експерименту значною мірою стосуються майбутніх квантових досліджень.

## Наслідки вивчення парадоксу
Парадокс Ейнштена — Подольского — Розена справив значний вплив на розвиток квантової теорії. По-перше, він розширив фундаментальність поняття вимірювання в квантовій механіці та довів неприпустимість застосування класичних понять для опису квантових об'єктів. До публікації парадоксу вимірювання часто розглядалося просто як фізичний вплив на вимірюваний об'єкт. Розв'язок парадоксу ЕПР довів, що «вимірювання» параметрів квантових об'єктів можна здійснювати без безпосереднього впливу, за рахунок вимірювання над віддаленим корельованим об'єктом.
Саме цей парадокс стимулював розвиток низки нових понять та досліджень сплутаних квантових станів. Наразі розробляються технології, які засновані на квантово-корельованих станах об'єктів. Наприклад, у квантовій криптографії сплутані частки застосовують для контролю цілісності передачі інформації.